# Graafschap Pallars

Het graafschap Pallars was een onderdeel van de Spaanse Mark, gecreëerd door Karel de Grote in 795. Het behelsde de huidige comarcas, Pallars Sobirà, Pallars Jussà en Ribagorza. Lange tijd stond het graafschap onder vleugels van het Graafschap Toulouse. De onderlinge strijd tussen de opeenvolgende graven zal leidden tot de opslorping van de verschillende delen van graafschap in de omliggende graafschappen (1011).